# Arepa
Arepa – rodzaj małej tortilli przygotowanej z mąki kukurydzianej. Ma okrągłą, spłaszczoną formę i od 10 do 20 cm średnicy.

## Historia
Arepa jest tradycyjnym daniem kuchni kolumbijskiej i wenezuelskiej, przy czym stanowi ważną część innych gastronomii Ameryki Łacińskiej, takich jak panamska czy portorykańska. Za sprawą powrotu dużej liczby emigrantów z Wenezueli na Wyspy Kanaryjskie, również w tej części świata stała się popularną potrawą. Trudno wskazać początki powstania tej potrawy, gdyż sięgają one czasów przedhistorycznych. Wiemy, jak powstawała mąka do wytwarzania placków. Początkowo kobiety przeżuwały kukurydzę i tworzyły z niej ciasto. Potem kukurydzę rozcierano pomiędzy dwoma kamieniami. Ważnym etapem było wynalezienie urządzenia nazywanego pilón. Jest to rodzaj drewnianego moździerza. Obecnie wywarzane z takiej mąki placki są nazywane arepa de maíz pilao.

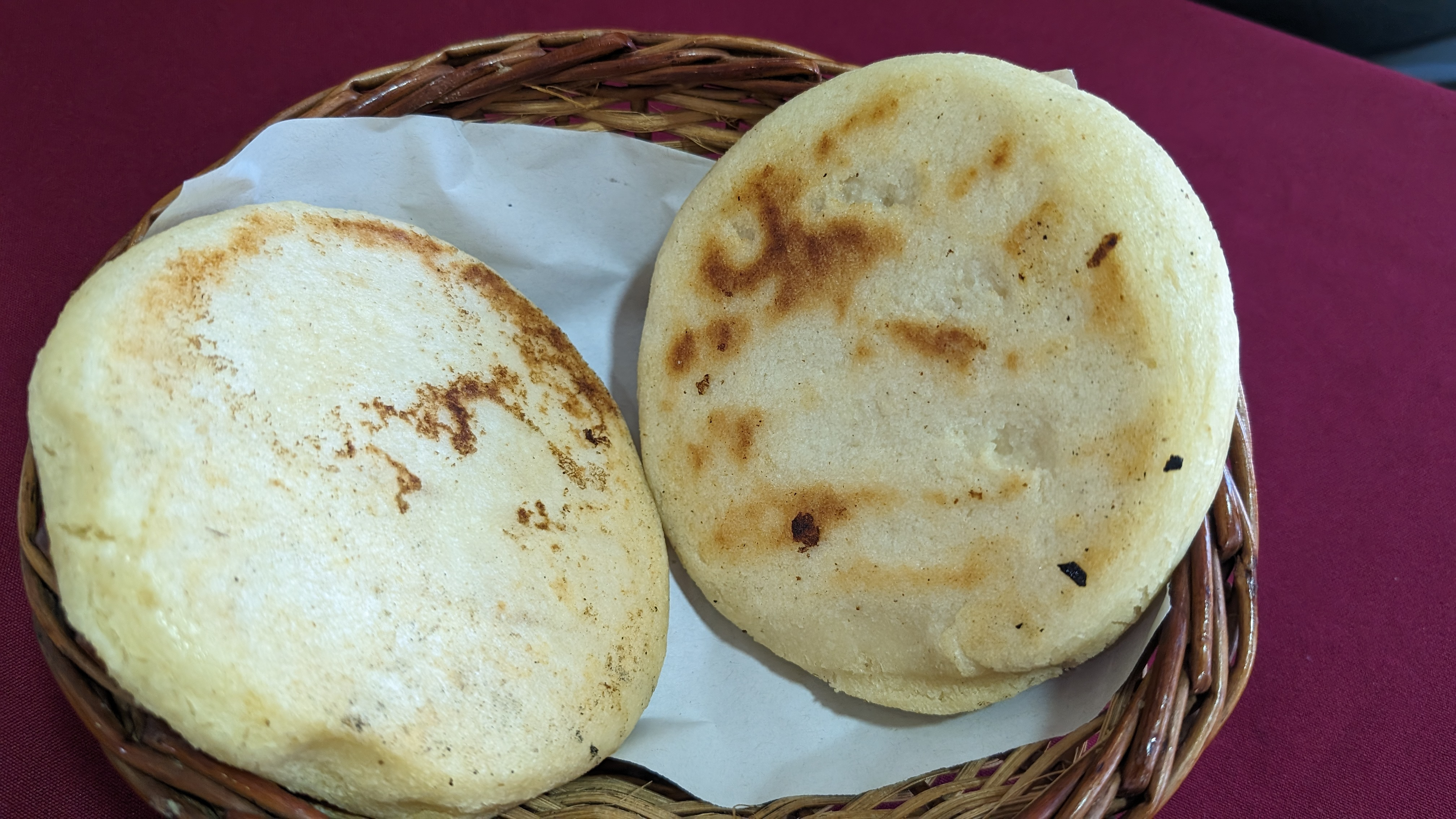
Wenezuelska arepa

Arepa stanowi dodatek do różnych dań, na wzór chleba. Poza tym często spożywana jest bez dodatków, przy czym najbardziej rozpowszechnioną postacią jest arepa nadziewana różnorakimi składnikami. Stanowi bardzo ważny składnik śniadania i kolacji. Ze względu na jednoraki składnik, jakim jest mąka kukurydziana, arepa jest odpowiednikiem meksykańskiej i panamskiej tortilli. Przypomina salwadorską tortillę sporządzoną z grubej mąki (kaszy) kukurydzianej.

## Sposób przyrządzenia
Z mąki kukurydzianej, wody i odrobiny soli zagnieść ciasto, z którego należy zrobić małe placuszki. Smażymy je na patelni z obu stron. 